# República de Arauca
La República de Arauca fue una entidad separatista efímera que existió entre el 30 de diciembre de 1916 y el 4 de febrero de 1917 en la entonces comisaría de Arauca (hoy departamento), en los Llanos orientales de Colombia.

## Antecedentes
La comisaría de Arauca fue creada en 1911, segregada de la intendencia del Casanare, entonces dependiente del departamento de Boyacá. La creación de esta entidad obedeció a los temores del gobierno central de un evento separatista similar al que había ocurrido en Panamá en 1903. La ciudad de Arauca había sido fundada en 1780 por colonos venezolanos, y al carecer de vías de acceso hacia el interior de Colombia, dependía fuertemente del comercio con el país vecino. Además, durante la Guerra de los Mil días, el dictador venezolano Cipriano Castro había restringido la navegación por el río Arauca, lo que había dañado severamente la economía de la región.
Sin embargo, la creación de la comisaría solo trajo conflictos entre la población local (mayoritariamente liberal) y los funcionarios enviados por el gobierno conservador, caracterizados por su ineptitud y corrupción. A esto se sumó el estallido de la Primera Guerra Mundial en 1914, que redujo de forma notable la demanda de plumas de garza, el principal producto de exportación que tenía Arauca.

## Historia
La República de Arauca fue declarada tras el triunfo de La Humbertera, una revuelta popular protagonizada por el liberal santandereano Humberto Gómez (llamado después El Amo de Arauca).
En la madrugada del 30 de diciembre, Gómez y treinta y siete hombres cruzaron el río Arauca desde Venezuela, reduciendo a la guarnición que protegía la ciudad. Trece militares colombianos perecieron en el combate, entre ellos el comisario de Arauca, general Esteban Escallón. Una vez al mando, Gómez ordenó saquear el tesoro público y quemar los archivos de la comisaría y el juzgado; los militares fueron tomados como prisioneros, y se exigió el pago de un rescate por las personalidades de la ciudad.
En su proclama, el nuevo líder invocó como causa el abandono de la región por parte del gobierno central y la necesidad de derrocar el orden conservador. Para ganar adeptos, se anunció que la República de Arauca solo era un episodio dentro de una revuelta liberal que estaba ocurriendo a escala nacional.
Las noticias de la toma llegaron a Bogotá cinco días después, y el 9 de enero el presidente José Vicente Concha declaró el estado de sitio en la comisaría, enviando a dos contingentes de policía a sofocar la revuelta. El primer contingente arribó a Arauca el día 9 de febrero, pero Gómez había abandonado la ciudad el día 4, concluyendo definitivamente la existencia de la República de Arauca. Gómez escapó hacia Venezuela, pero algunos de sus colaboradores fueron capturados y juzgados en mayo de 1917.
El affaire Arauca, como fue conocido entonces, fue usado por la prensa del Partido Liberal para criticar la inoperancia de los conservadores para preservar la unidad nacional y su complicidad en las atrocidades cometidas por los militares durante la retoma a la comisaría.
Aunque este tramo de la frontera fue demarcado poco tiempo después, neutralizando cualquier posibilidad de una anexión por parte de Venezuela, el caos de este periodo y la violenta respuesta gubernamental son frecuentemente citados como un antecedente de los sangrientos episodios de La Violencia en esta parte de Colombia.